# Jeff Davis County (Georgia)
Das Jeff Davis County ist ein County im Bundesstaat Georgia der Vereinigten Staaten. Der Verwaltungssitz (County Seat) ist Hazlehurst, das nach George Hazlehurst benannt wurde, einem Colonel und Landvermesser, der die Linie der Macon & Brunswick Railroad vermessen hatte.

## Geographie
Das County liegt im mittleren Südosten von Georgia und hat eine Fläche von 869 Quadratkilometern, wovon fünf Quadratkilometer Wasseroberfläche sind, und grenzt im Uhrzeigersinn an folgende Countys: Toombs County, Appling County, Bacon County, Coffee County, Telfair County, Wheeler County und Montgomery County.

## Geschichte
Jeff Davis County wurde am 18. August 1905 als 140. County in Georgia aus Teilen des Appling County und des Coffee County gebildet. Benannt wurde es nach Jefferson Davis, einem US-Kriegsminister bis zum Sezessionskrieg. Ab da war er Präsident der Konföderierten Staaten von Amerika.

## Demografische Daten
Laut der Volkszählung von 2010 verteilten sich die damaligen 15.068 Einwohner auf 5.689 bewohnte Haushalte, was einen Schnitt von 2,63 Personen pro Haushalt ergibt. Insgesamt bestehen 6.488 Haushalte.
71,7 % der Haushalte waren Familienhaushalte (bestehend aus verheirateten Paaren mit oder ohne Nachkommen bzw. einem Elternteil mit Nachkomme) mit einer durchschnittlichen Größe von 3,10 Personen. In 38,5 % aller Haushalte lebten Kinder unter 18 Jahren sowie in 25,3 % aller Haushalte Personen mit mindestens 65 Jahren.
30,3 % der Bevölkerung waren jünger als 20 Jahre, 24,9 % waren 20 bis 39 Jahre alt, 26,5 % waren 40 bis 59 Jahre alt und 18,4 % waren mindestens 60 Jahre alt. Das mittlere Alter betrug 36 Jahre. 49,5 % der Bevölkerung waren männlich und 50,5 % weiblich.
76,1 % der Bevölkerung bezeichneten sich als Weiße, 14,8 % als Afroamerikaner, 0,2 % als Indianer und 0,5 % als Asian Americans. 7,3 % gaben die Angehörigkeit zu einer anderen Ethnie und 1,2 % zu mehreren Ethnien an. 10,5 % der Bevölkerung bestand aus Hispanics oder Latinos.
Das durchschnittliche Jahreseinkommen pro Haushalt lag bei 36.385 USD, dabei lebten 22,3 % der Bevölkerung unter der Armutsgrenze.

## Kultur und Sehenswürdigkeiten

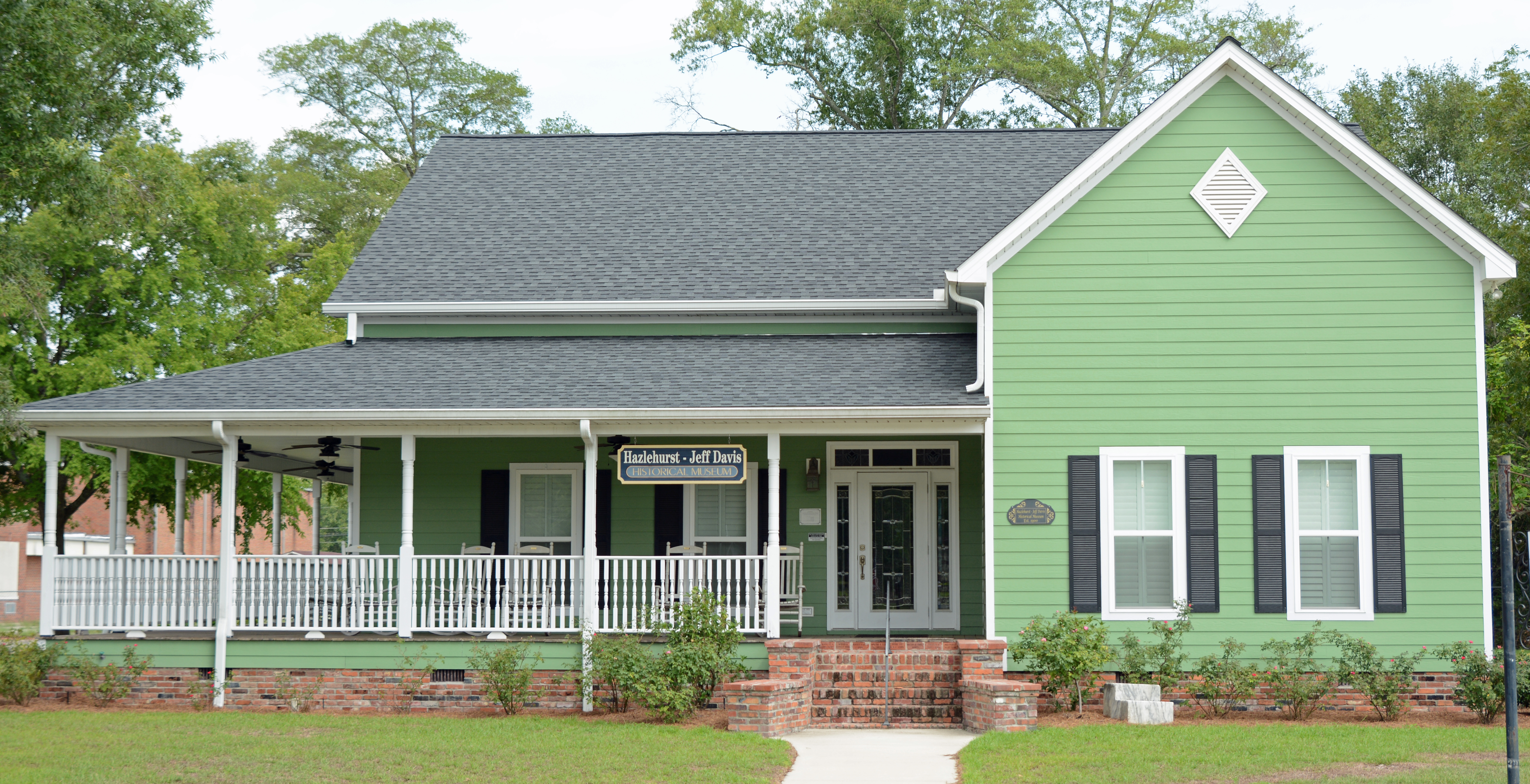
Pace House (2015). Diese Residenz mit zwei sich kreuzenden Dachgiebeln (gabled ell) entstand um das Jahr 1900 im viktorianischen Stil. Seit 1996 dient sie als lokalgeschichtliches Museum. Im Juli 2003 wurde das Pace House in das NRHP eingetragen.

Zwei Bauwerke im Jeff Davis County sind im National Register of Historic Places („Nationales Verzeichnis historischer Orte“; NRHP) eingetragen (Stand 29. Januar 2024), neben dem Gerichts-Verwaltungsgebäude des County ist dies das Pace House.

## Orte im Jeff Davis County
Orte im Jeff Davis County mit Einwohnerzahlen der Volkszählung von 2010:
Cities:
- Denton – 250 Einwohner
- Hazlehurst (County Seat) – 4226 Einwohner

Census-designated place:
- Satilla – 421 Einwohner